# Trampolín a la fama
Trampolín a la fama fue un programa de entretenimiento de la televisión peruana transmitido por Panamericana Televisión y conducido por el animador y locutor, Augusto Ferrando.
El programa se grababa en vivo y tenía una duración de tres horas. Su formato incluía concursos con el público, artistas invitados, entrevistas, sketches de humor y presentación de variedades.
Es considerado como el programa más longevo de la televisión peruana, con treinta años ininterrumpidos al aire.

## Historia
El programa sabatino fue emitido por Panamericana Televisión (canal 5) desde sus inicios en 1966. Como un segmento del «programa ómnibus» Perú, que era presentado por el animador Augusto Ferrando. Entre sus colaboradores, en la coanimación, estuvieron Violeta Ferreyros Tabbah; Ingeborg Zwinkel, la Gringa Inga; Leonidas Carbajal Alvarado; Felipe Pomiano Mosquera, Tribilín, así como su hijo Augusto «Chicho» Ferrando y Lucho García también conocido por el popular “50 kilos de azúcar, 50 kilos de arroz”. La dirección musical estuvo a cargo del célebre Otto de Rojas.
En octubre de 1980, como consecuencia de la cancelación de Perú (aquí venía el número del año de tal manera que el nombre del programa era Perú 67, Perú 68 hasta Perú 80) y la creación en mayo de Gigante deportivo (presentado por el ya desaparecido Pocho Rospigliosi), Trampolín a la fama se convirtió en un programa independiente de dos horas de duración, que se ampliaron a tres en marzo de 1985. Excepcionalmente en 1989 el programa duró 4 horas.
En ella se destacó mayormente de programa concurso con incentivos para los ganadores. Varias de las actuales estrellas del espectáculo, imitación y comicidad peruana tuvieron sus primeras presentaciones televisivas en Trampolín a la fama como Guillermo Rossini, Néstor Quinteros, César «el Loco» Ureta, Carlos Álvarez, Jorge Benavides, Fernando Armas, Hernán Vidaurre, Miguel «el Chato» Barraza, Andrés Hurtado y Melcochita. Ya en los años finales del programa, Ferrando abrió un espacio a los cómicos de la calle conocidos como los cómicos ambulantes. Entre ellos figuraron Tripita, Mondonguito, Care Chancho y el cholo Cirilo.
Trampolín a la fama sirvió como plataforma musical en el cual desfilaron varios artistas del Perú y del mundo como Chacalón, Gilda, Los Destellos, Grupo Candela, Los Ángeles Negros, Grupo G&S, Grupo Skandalo, Gian Marco, Iván Cruz, Grupo Maravilla, El General, Pedro Suárez -Vértiz, Nelson Pinedo entre otros.
Fue un programa muy exitoso, ya que tenía una cifra inalcanzable de índice de audiencia (800 mil espectadores en 1986) y entró al Libro Guinness de récords mundiales. Además, Trampolín a la fama estuvo entre los diez mejores programas de televisión, según la revista Rolling Stone. 

## Estilo
El espacio fue uno de los primeros en aplicar el concepto de la criollada, que permitía al presentador Augusto Ferrando bromear con los concursantes. A algunos de estos se les apodó los «espontáneos».  Según la activista y periodista Sofía Carrillo, Ferrando solía burlarse sin límites de los afroperuanos, las mujeres y los pobres. Este concepto se concretó posteriormente en el programa humorístico Risas y salsa.

## Fin del programa
Luego de varios amagos de retiro por parte de Ferrando, el último programa se emitió el sábado 11 de mayo de 1996, la víspera del Día de la Madre. Al momento de cerrar el programa y llorando con profunda tristeza, Ferrando se despidió de su público diciendo «Y ahora, nos despedimos, hasta el otro año, hasta mil años, ahora voy a decir "Un comercial y no regreso", (en sus programas, Augusto Ferrando acostumbraba a decir: «Un comercial y regreso» para dar pase a los avisos comerciales), ¡hasta luego, hasta luego!». Su alejamiento de la TV se debió a que su salud se estaba quebrantando debido a la diabetes que padecía. Más tarde en 1998 se descubriría que padecía cáncer terminal y amputación en su pierna derecha de su enfermedad en ese momento. Falleció al año siguiente de 1999.
Violeta Ferreyros es la única sobreviviente del elenco principal del programa; luego del fallecimiento de Carbajal (en 1994), Ferrando (en 1999), Pomiano (en 2003) y Zwinkel (en 2015).

## Legado y referencias posteriores
Trampolín a la fama inspiró diversas producciones durante y después de la emisión del programa:
- Recreaciones escenificadas: Ferrando, de pura sangre.[21]
- Sátiras/sketches cómicos: Trampolín a la cana[22] (Risas y salsa), Trampolín a la farra[23] (El especial del humor), Trampolín a la champa[24] (JB en ATV), Malditamerican Pidol (Mañana maldita).
- Programas concurso y de ayuda social: Trampolín latino[25] (Frecuencia Latina) y Trampolinazo[26] (ATV).